# لندو
پاپ لندو (به انگلیسی: Lando) یکی از پاپ‌های کلیسای کاتولیک رم بود که در سابین به دنیا آمد و از ۹۱۳ تا ۹۱۴ میلادی پاپ بود.